# 格利澤686
格利澤686 (GJ 686 / HIP 86287 / LHS 452)是一顆位於武仙座的紅矮星，視星等為+9.577。儘管它距離太陽系很近，僅約26.5光年，但它並不是該星座中已知最近的恆星，因為格利澤661距離太陽系20.9光年。離這顆恆星最近的系統是明亮的天市左垣三，距離4.5光年。緊隨其後的是GJ 1230和格利澤6673，距離分別為7.2和7.6光年。
格利澤686是太陽系附近眾多紅矮星之一，光譜類型為M1V，有效溫度約為3600K。它在可見光譜中的亮度等於太陽亮度的 0.82%，而它的總光度相當於太陽亮度的 2.7%，因為這些物體發出的大量輻射星星是紅外線不可見光。格利澤686比其他已知的紅矮星要亮得多；因此，它的亮度是羅斯154的6.5倍，是離太陽系最近的恆星比鄰星的15倍。
格利澤686的半徑大約等於太陽半徑的一半。其預計自轉速度為2.5公里/秒，自轉週期等於或小於10.3天。它的金屬含量低於太陽；各種研究估計其金屬豐度指數在 -0.25 和 -0.44 之間。它的質量大約為太陽質量的45%到49%，並且是一顆具有與拉卡伊9352相當的特性的恆星。

## 行星系統
通過徑向速度法發現格利澤686有一個已知的超級地球類行星。
| 成員 (依恆星距離) | 质量              | 半長軸 (AU) | 轨道周期 (天)             | 離心率 | 傾角 | 半径 |
| ----------------- | ----------------- | ----------- | ------------------------- | ------ | ---- | ---- |
| b                 | >6.624+0.432 − M⊕ | 0.091±0.004 | 15.53209+0.00166 −0.00167 | —      | —    | —    |